# Henryk Szymański (ksiądz)
Henryk Szymański (ur. 19 stycznia 1950 r. na terenie parafii Bejsce), ksiądz katolicki. Wraz z o. Przemysławem Lutyńskim przeszczepił do Polski męską gałąź Ruchu Szensztackiego.
Święcenia kapłańskie przyjął 8 grudnia 1978 r. w Kaplicy Cudownego Obrazu Matki Bożej na Jasnej Górze, z rąk bpa. Ignacego Jeża.
Naukę w Liceum Ogólnokształcącym w Pińczowie ukończył zdobyciem matury 1968. Następnie studiował i zdobywał formację kapłańską w Seminarium Duchownym w Kielcach (1968-1972). Magisterium z teologii dogmatycznej uzyskał w 1975 r. Pracę obronił przy katedrze Teologii Dogmatycznej Pozytywnej w Akademii Teologii Katolickiej w Warszawie, pod kierunkiem ks. prof. dra hab. Andrzeja Zuberbiera. W 1976 kontynuował studia na kursie doktoranckim. Otrzymał stypendium naukowe w Trewirze, Münster, Koblencji (1976-1977). Odbył wewnątrzwspólnotowe studium w Ziemi Świętej – Jerozolima (1984). Ukończył także kursy języka rosyjskiego w Moskwie (1995) i w Instytucie Pedagogicznym w Mohylewie (1996).
W latach 1978–1980 odbył parafialną praktykę duszpasterską w parafii Polanów, w diecezji koszalińsko-kołobrzeskiej. Potem współtworzył wspólnotę Instytutu Ojców Szensztackich w Polsce. Organizował wspólnoty młodzieży męskiej, budował pierwsze centrum wychowawcze i duszpasterskie Instytutu w Józefowie, na terenie dzisiejszej diecezji warszawsko-praskiej. Pracował z młodzieżą Ruchu Szensztackiego (1981-1989) z terenów Archidiecezji Katowickiej,
Archidiecezji Warszawskiej,
Archidiecezji Gnieźnieńskiej, Diecezji Opolskiej i Diecezji Koszalińsko-Kołobrzeskiej.
Ponadto zajmował się wychowaniem kleryków, był mistrzem pierwszego i ostatniego organizowanego w Polsce nowicjatu Instytutu Ojców Szensztackich (1989-1997). Pracował z młodzieżą szensztacką języka rosyjskiego w Rosji i na Białorusi (1991-1998), tam także organizował grupy, obozy, rekolekcje, szkolenia – Moskwa, Grodno, Mohylew, Mosty, Bobrujsk.
Obecnie jest jednym z kustoszy Sanktuarium Matki Bożej Pocieszenia na Pociesznej Górce.